# Степне (Курманський район)
Степне́ (до 1948 року — Муні́й, крим. Muniy) — село Курманського району Автономної Республіки Крим.
Відстань від райцентру до населеного пункта становить 44 кілометрів по прямій.